# الدوري السلوفيني لكرة القدم 1928–29
الدوري السلوفيني لكرة القدم 1928–29 هو موسم من الدوري السلوفيني لكرة القدم ‏. فاز فيه ASK Primorje ‏.